# Air Salon
Air Salon est le magazine de la base de l’École de l'air à Salon-de-Provence

## Généralités
Né sous le nom Contact Air Salon, Air Salon, qui s’est également brièvement appelé Aire Salon  (ISSN 1636-4015), directeur de la publication général Bernard Molard), constitue le bulletin de liaison de la base aérienne 701 de l’Armée de l’air (France). Publié d’une façon trimestrielle, sa diffusion est gratuite
La revue publiée au format A4 comporte environ 38 pages. Elle est bien documentée avec de nombreuses photos, et son tirage limité à 10 000 exemplaires.
Son directeur de la publication est le général de division aérienne Jean-Pierre Martin.

## Sources
- Équipe de Voltige de l’Armée de l’Air
- Bibliothèque Nationale de France